# Jatropha mutabilis
Jatropha mutabilis là một loài thực vật có hoa trong họ Đại kích. Loài này được (Pohl) Baill. mô tả khoa học đầu tiên năm 1864.